# ریچارد پرایس (نویسنده)
ریچارد پرایس (انگلیسی: Richard Price؛ زادهٔ ۱۲ اکتبر ۱۹۴۹) یک فیلم‌نامه‌نویس اهل ایالات متحده آمریکا است.